# Rafael Girón
Rafael Girón Díaz est un matador vénézuélien, né à Maracay (Venezuela, État d'Aragua), le 1er novembre 1937, mort dans la même ville le 25 avril 2001.

## Biographie
Rafael Girón naît dans une famille de douze frères et sœurs dont quatre (César, Curro, Efraín et Freddy) sont aussi matadors. Il a toujours souffert de la comparaison avec ses frères Curro et surtout César, considéré comme l’un des meilleurs matadors de son époque[réf. nécessaire].

## Carrière
- Débuts en novillada sans picadors : 27 juillet 1953 à Maracay, aux côtés de son frère Curro et de Francisco Roldán.
- Débuts en novillada avec picadors : 1er avril 1956 à Barcelone (Espagne), aux côtés de son frère Curro et de José Luis Ramírez. Novillos de la ganadería de Bernardino Giménez.
- Alternative : 27 septembre 1956 à Barcelone (Espagne). Parrain, son frère César ; témoin, son frère Curro (qui prendra l’alternative au taureau suivant). Taureaux de la ganadería de Peralta.
- Confirmation d’alternative à Madrid : 8 juin 1958. Parrain, Pablo Lozano ; témoin, Juan Bienvenida. Taureaux de la ganadería de Sánchez Fabrés.